# Bensafrim
Bensafrim is een plaats (freguesia) in de Portugese gemeente Lagos en telt 1533 inwoners (2001).
De naam is afkomstig uit het Arabisch en werd oorspronkelijk geschreven als Benassaharim. Van oudsher is het een agrarische gemeente. Tot de jaren 50 van de 20e eeuw was het belangrijkste vervoermiddel de ezel en os. Nu is het vooral een slaapstad van mensen die in Lagos werken.
Het belangrijkste feest van het jaar is de jaarmarkt op 25 en 26 augustus. Deze markt werd al gehouden in 1880.
De laatste jaren is er flink gebouwd. Een nieuw plein, sportvelden, een medische post, waterleiding en ook de wegen in de omgeving zijn verbeterd. Vanuit Bensafrim is er nu een aansluiting op de A22.
Even buiten Bensafrim bevindt zich de holistische manege Quinta Creativa.